# ريتشارد فوستر
ريتشارد فوستر (31 يوليو 1985 أبردين المملكة المتحدة - )، لاعب كرة قدم بريطاني، يلعب كلاعب وسط، لعب 302 مباراة وسجل 8 أهداف.

## مسيرته

### مسيرته مع المنتخبات الوطنية
- 2004 - 2006 لعب مع منتخب اسكتلندا تحت 21 سنة لكرة القدم 3 مباريات.

### مسيرته مع الأندية
- 2003 - 2012 لعب مع نادي أبردين 234 مباراة سجل خلالها 8 أهداف.
- 2010 - 2015 لعب مع نادي رينجرز 15 مباراة.
- 2012 - 2013 لعب مع نادي بريستول سيتي 50 مباراة.

## روابط خارجية
- ريتشارد فوستر على موقع الاتحاد الإسكتلندي (الإنجليزية)
- ريتشارد فوستر على موقع إي إس بي إن إف سي (الإنجليزية)
- ريتشارد فوستر على موقع قاعدة بيانات كرة القدم.إي يو (الإنجليزية)
- ريتشارد فوستر على موقع Soccerbase.com (لاعب) (الإنجليزية)
- ريتشارد فوستر على موقع Soccerway.com (الإنجليزية)